# Prima del bagno
Prima del bagno (in castigliano Antes del baño; in catalano Abans del bany) è un quadro ad olio dipinto da Ramon Casas nel 1894, a Barcellona, esposto al museo di Montserrat.

## Descrizione
La delicatezza con la quale Casas ritrae certe opere di carattere intimo, tipiche della sua opera a partire dal 1893, viene messa in evidenza soprattutto nelle scene di toletta. Non si trattava di un tema innovativo, dato che alcuni pittori francesi, per esempio Degas, avevano rappresentato questo tema in maniera insuperabile. La visione di Casas era meno audace e meno sensuale di quella di altri pittori contemporanei, forse perché l'artista era consapevole dei limiti che, per ragioni di ordine morale, imponeva il mercato artistico catalano. 
Perciò, Casas realizzò una composizione più idealizzata rispetto alla realtà, con l'intento di aumentare la bellezza delle scene più insignificanti della vita quotidiana. In questo senso, non vi è alcun dubbio che delle opere come queste dimostrino la sua capacità di avvolgere la realtà con un alone misterioso, a partire da un'atmosfera che circonda e integra tutti gli elementi diversi della scena. Allo stesso modo, la figura attraente della donna che si sveste spicca non solo per il bianco intenso della sua veste, ma anche per l'alone di luce che entra, filtrata dalla persiana, e che circonda il viso e i suoi capelli. 
Si ritiene che la modella che posò per quest'opera sia stata Madeleine de Boisguillaume, che appare in altre tele dell'artista catalano.